# Modesty Blaise (banda)
Modesty Blasise fue una banda noruega de rock progresivo, en actividad entre 1987 y 1994, formada en la ciudad de Stavanger por el violinista Pete Johansen.

## Historia
La banda se formó en 1987 con músicos originarios de Sandnes y Stavanger, Noruega. Entre sus integrantes se encontraban Pete Johansen, Jørn Knutsen y los miembros de una banda local, llamada Tex Welle Twisters.
Modesty Blaise inició sus presentaciones en vivo en 1988, después de que ganaran el concurso 'Oppmuntringsprisen' (Estímulo Preciado) de ese año en el programa de radio Ungdommens Radioavis (Periódico de radio para jóvenes), al aire en la radioemisora pública NRK entre 1969 y 1992.
No es sino hasta 1990, que graban su álbum debut, titulado Face Of The Sun, publicado por la etiqueta alemana independiente World Wide Records (propiedad de SPM Records) y con la producción de Terje Refsnes. El disco fue promocionado con su primer video filmado "Do You Know". Durante la primera parte de la década, Modesty Blaise fue muy popular en su país, con apariciones en programas de televisión y extensas giras nacionales.
El grupo obtuvo una libertad artística completa, y esto prevaleció incluso sobre la portada del álbum. La banda posteriormente realizó giras en el resto de Europa, iniciando en Polonia, y luego en Alemania y los Países Bajos. En Noruega era difícil conseguir conciertos en los lugares adecuados para las bandas desconocidas que cantaban en inglés, pero para Modesty Blaise ese aspecto fue mayormente sin problemas. Pronto grabaron un segundo vídeo musical, la canción "All This Time".
El álbum no pasó desapercibido en el extranjero. La revista especializada inglesa "Q" le dio buenas críticas, y a la mitad del año la revista italiana "Freak Out" lo ubicó en su lista de "Indy Top 10".
Modesty Blaise tenía la seguridad y un estilo definido, letras y música que equilibraban armoniosamente. Su música sin duda podría ser caracterizada como un "rock and pop" con el más alto grado del actual "rock and roll" o simplemente, "power-pop."
Cuando la disquera con la que firmaron se declaró en quiebra, dejó a la banda a una situación desesperada, ya que Face Of The Sun se hizo muy difícil de mercadear.
En consecuencia, Sony Music repentinamente ofreció vender el álbum en Noruega, pero no se lo permitieron los alemanes de SPM Records, quienes tenían los derechos. Modesty Blaise terminó por distribuir el disco por sí mismos y el grupo fue reducido de siete a cuatro miembros.
Este cambio obligado también influyó en su estilo musical, en lo sucesivo menos elaborado. combinado con elementos del folk y un poco de funk con un carácter más claro que antes. Los textos fueron enfocados en elementos cada vez más introspectivos. 
En 1993, y luego de varios cambios de alineación publicaron su segundo álbum Little White What?, bajo el sello noruego con sede en Sandnes, Pedro Records. 
Este álbum contó con una menor promoción y fue producido por un amigo de la banda Jens Holm, quien también apareció como un vocalista invitado. Debido a los elevados costos para su presupuesto, se debió prescindir de distribuirlo fuera de Noruega.
Modesty Blaise recorrió tanto el occidente como el oriente del país con una extensa agenda de presentaciones. Sin embargo, las ventas no fueron las esperadas y surgieron algunas diferencias entre sus miembros. Como resultado, decidieron separarse en la primavera de 1994.
Pese a ello, se reagruparon 3 años después para lanzar un tercer y último disco, Face Of The Sun II, con la colaboración de los productores Frode Haukland y Jens Holm. Para ese entonces, Pete Johansen se empezó a involucrar como un miembro permanente de The Tramps, The Sins Of Thy Beloved y Tristania, con extensas giras y exhaustivas sesiones de grabación, por lo que decidió dar por finalizado su proyecto en 1998.

## Estilo musical
La banda fue muy influenciada por los géneros musicales más populares de finales de los 80s e inicios de los 90s
Entre otras, tomó algunas partes de U2, Roxy Music y Curved Air para lograr una mezcla original.

## Miembros
- Pete Johansen – voz, violín, teclados (1988-1994)
- Bjørn Jaatun – Guitarra (1988-1989)
- Jan Erik "Kire" Johannesen – Bajo (1988-1990)
- Jørn Knutsen – Teclados, guitarra, coros (1988-1990)
- Kjetil Netteland – bajo (1988)
- Roy Inge Nordfonn – bacteria (1988)
- Tom Christian Jensen – bacteria (1989-1992)
- Anne Margrethe Vikeså – Coros (1989-1991)
- Gunhild Cesilie H. Vaaland – Coros (1990-1991)
- Arve Oftedal – Guitarra (1990-1994)
- Yngve Olsson – Bajo (1991-1994)
- Torbjørn Solum – Teclados (1991)
- Erik Rønli – Batería (1992-1994)

## Discografía

### Álbumes de estudio
- Face Of The Sun - (1990)
- Little White What? - (1993)
- Face Of The Sun II - (1998)

### Sencillos
- "Do You Know" - (1990)
- "All This Time" (1990)

### Conciertos
- Live 90 - (2014)[1]